# Begonia coccinea
Espèce
Synonymes
- Pritzelia coccinea (Hook.) Klotzsch[1]

Begonia coccinea est une espèce de plantes de la famille des Begoniaceae. Ce bégonia bambou est originaire du Brésil.

## Description

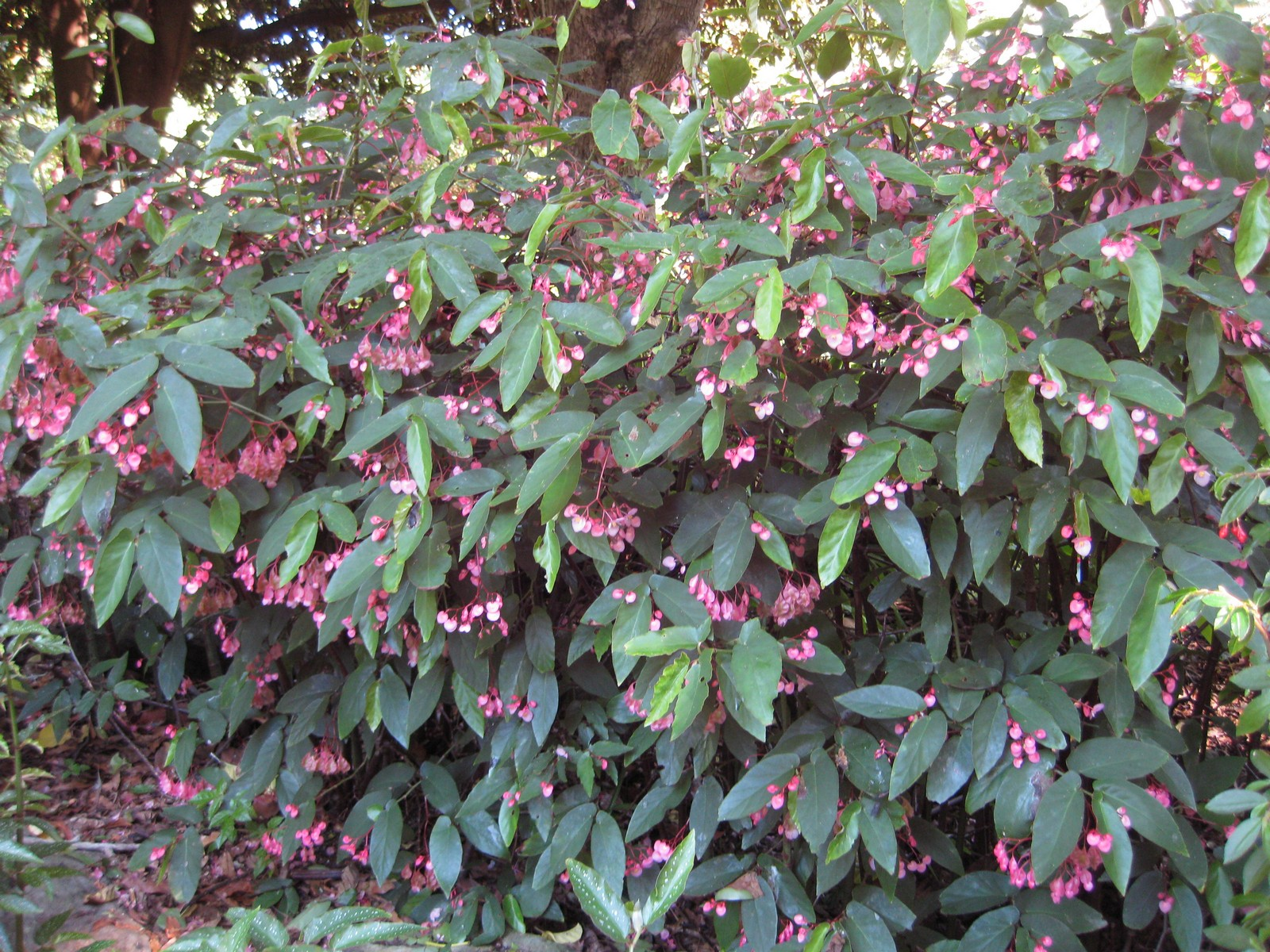
Vue d'ensemble
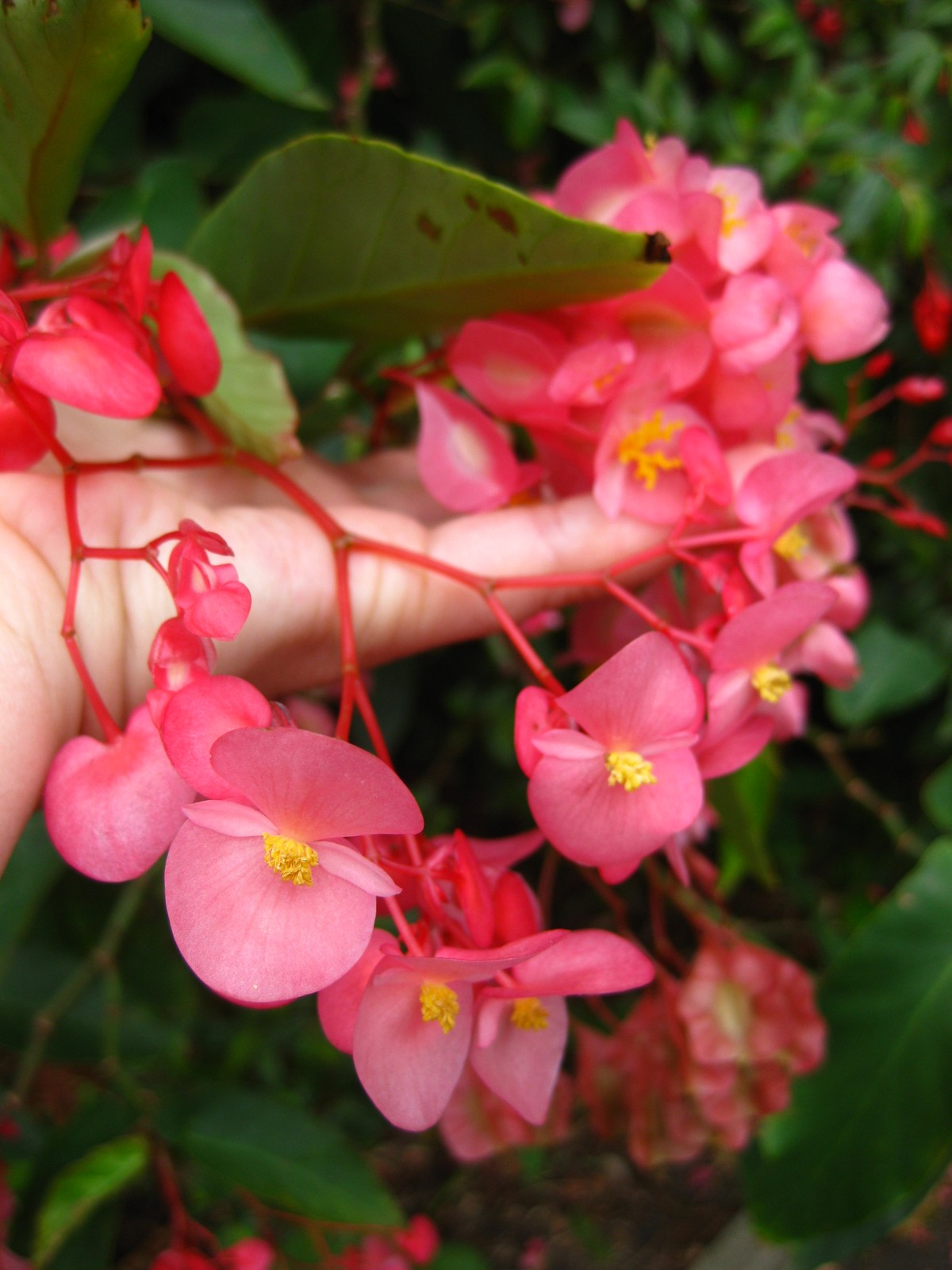
Inflorescence mâle
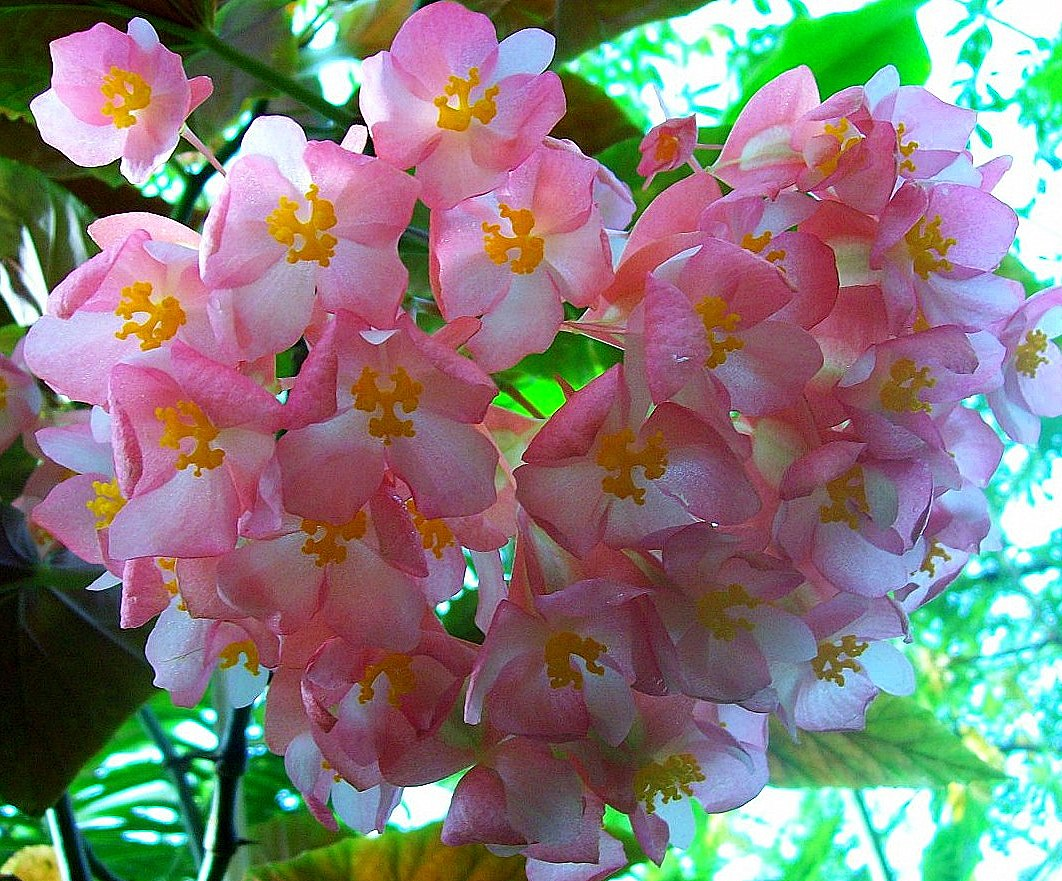
Inflorescence femelle
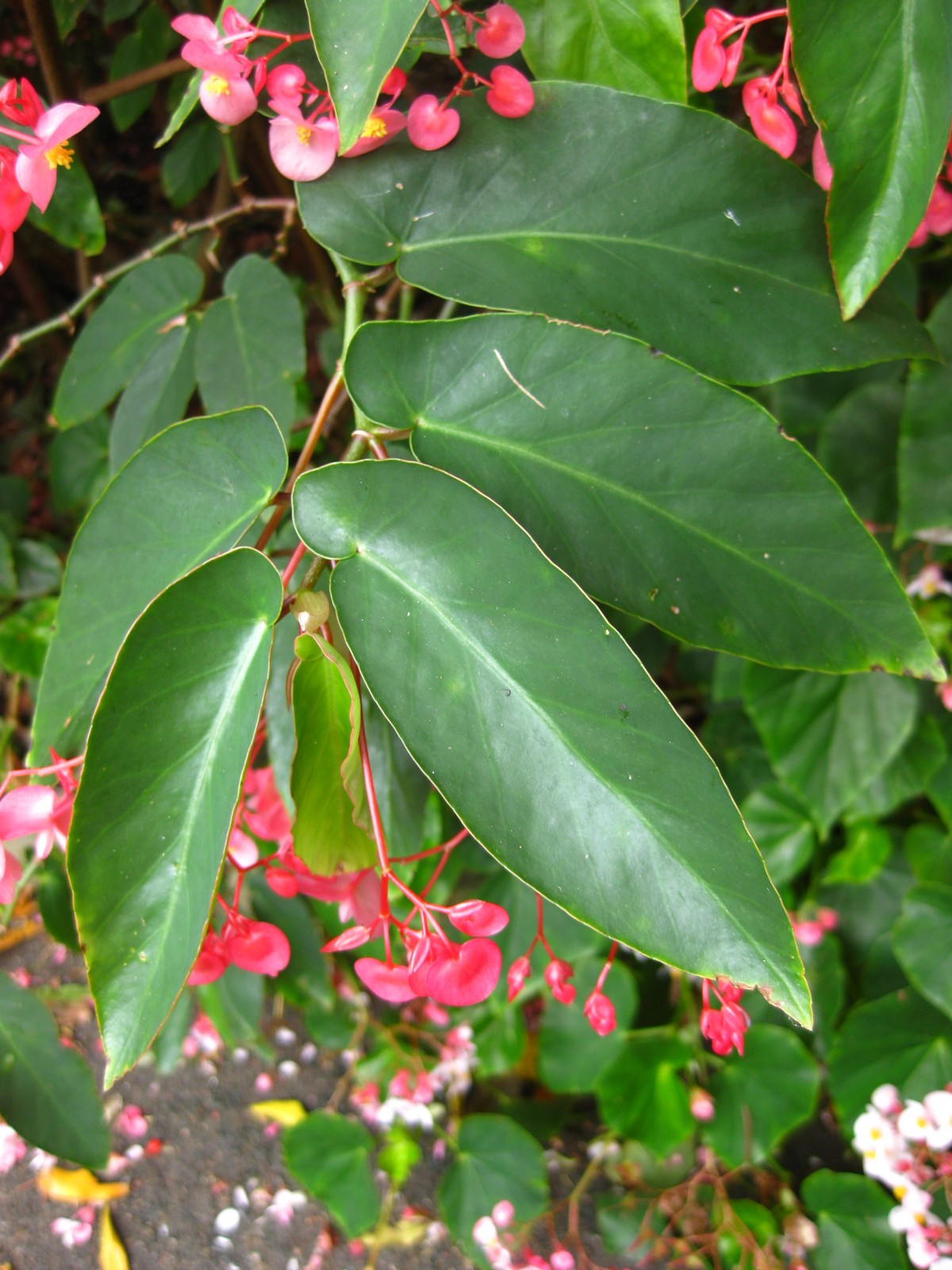
Feuillage

Il s'agit d'une plante vivace qui fait partie des bégonias bambou. Les tiges vertes bambusiformes et glabres, parfois rougissantes, peuvent atteindre 3 m de haut. 

## Répartition géographique
Cette espèce est originaire du pays suivant : Brésil.

## Classification
Begonia coccinea fait partie de la section Pritzelia du genre Begonia, famille des Begoniaceae.
L'espèce a été décrite en 1843 par William Jackson Hooker (1785-1865). L'épithète spécifique coccinea signifie « écarlate ».

### Liste des variétés
Selon Tropicos (6 février 2017) (Attention liste brute contenant possiblement des synonymes) :
- variété Begonia coccinea var. a. de liming Regel
- variété Begonia coccinea var. comte alfred de limering Regel